# Małyj Owiniec
Małyj Owiniec (ros. Малый Овинец) – wieś w Rosji, w rejonie szeksnińkim obwodu wołogodzkiego. W 2010 r. liczyła 20 mieszkańców.